# Lakeland (Wisconsin)
Lakeland – miasto w Stanach Zjednoczonych, w stanie Wisconsin, w hrabstwie Barron.